# Guardia Colonial de los territorios españoles del Golfo de Guinea

Bandera de España y sus dependencias en la África española.

La Guardia Colonial de los territorios españoles del Golfo de Guinea (también conocida como Guardia Colonial o Guardia Colonial Africana) fue un cuerpo que asumió las competencias aduaneras, militares y policiales en los territorios de la Guinea Española desde principios del siglo XX hasta la independencia de los citados territorios.

## Historia
La Guardia Colonial nació como consecuencia de la Ley de Presupuestos de 1908, que establecía la sustitución de la guarnición de Infantería de Marina, la Guardia Civil y el resguardo de Aduanas por un solo cuerpo que pudiera asumir todas las funciones de estos tres. El objetivo de la Guardia colonial era proteger a los colonos.
Contaba a su creación con 430 hombres entre europeos e indígenas, lo que suponía un aumento de más del 12% en la plantilla con respecto a la suma de los tres cuerpos a los que sustituía. La composición de esta primera plantilla se fijó en 1 capitán, 3 primeros tenientes, 7 segundos tenientes, 14 sargentos, 42 cabos y 1 corneta europeo habilitado de cabo —todos ellos de la Guardia Civil—, 1 músico mayor, también de origen europeo, así como 12 cornetas, 6 guardias de 1.ª, 320 guardias de 2.ª, 6 músicos de 1.ª, 12 músicos de 2.ª y 6 educandos de música, siendo todos ellos indígenas.
Al comienzo de la guerra civil española el comandante de la Guardia Colonial, Luis Serrano Maranges, se sublevó contra la Segunda República y se unió a los sublevados. Su rebelión significó que el territorio insular de Fernando Póo se unió al Bando sublevado. En octubre, el vapor Ciudad de Mahón, bombardeará la ciudad de Bata, ocupando en los días siguientes al totalidad del territorio continental. Pese a todo, parte de los integrantes leales al gobierno republicano, huidos con sus familias a los territorios limítrofes bajo administración francesa, serán repatriados paulatinamente en barco y reintegrados en el servicio activo con el mismo rango por el gobierno republicano (boletín gobierno de la república 18 de junio de 1937).